# Buhi
Buhi è una municipalità di seconda classe delle Filippine, situata nella Provincia di Camarines Sur, nella Regione del Bicol.
Buhi è formata da 38 baranggay:
- Amlongan (Del Rosario)
- Antipolo
- Burocbusoc
- Cabatuan
- Cagmaslog
- De La Fe
- Delos Angeles (Los Angeles)
- Divino Rostro
- Gabas
- Ibayugan
- Igbac
- Ipil (Fatima)
- Iraya (Del Rosario)
- Labawon (Santa Teresita)
- Lourdes (Santa Lourdes)
- Macaangay
- Monte Calvario
- Namurabod
- Sagrada Familia

- Salvacion
- San Antonio
- San Buenaventura (Pob.)
- San Francisco (Parada)
- San Isidro
- San Jose Baybayon
- San Jose Salay
- San Pascual (Pob.)
- San Pedro (Pob.)
- San Rafael
- San Ramon
- San Roque (Pob.)
- San Vicente
- Santa Clara (Pob.)
- Santa Cruz
- Santa Elena (Pob.)
- Santa Isabel
- Santa Justina
- Tambo